# OllyDbg
OllyDbg là một trình gỡ lỗi (ở tầng ring 3) sử dụng hợp ngữ trên nền Windows 32-bit chú trọng đến việc phân tích mã nhị phân và rất hữu dụng để gỡ lỗi những chương trình không được cung cấp mã nguồn. Nó dò xét các thanh ghi, nhận diện các thủ tục, các lời gọi hàm API, các khóa chuyển, các bảng, hằng số và các chuỗi, cũng như chỉ ra vị trí các routines từ các tập tin đối tượng và các thư viện. Theo như trong tập tin trợ giúp của chương trình, phiên bản 1.10 là bản cuối cùng của dòng phiên bản 1.x. Bản 2.xx đang được phát triển và phiên bản đầu tiên là 2.01 đã ra đời vào cuối tháng 9/2013. Phần mềm là miễn phí (và đầy đủ chức năng, không có giới hạn thời gian sử dụng, v.v...), nhưng có thông báo đăng ký với tác giả như ở các dạng phần mềm dùng thử. Phiên bản hiện tại của OllyDbg không thể thao tác được các tập tin biên dịch cho các bộ vi xử lý 64-bit.

## Kỹ thuật dịch ngược
OllyDbg thường được dùng cho việc dịch ngược các chương trình. Nó đã được dùng bởi những tin tặc để bẻ khóa phần mềm của người khác. Trong việc dịch ngược cũng như bẻ khóa, OllyDbg là một trong những công cụ quan trọng chính vì sự tiện lợi và sức mạnh của mình. Nó cũng là công cụ giúp các lập trình viên phân tích và sửa chữa, kiện toàn chương trình của bản thân họ.

## Các chủ đề liên quan
- Hợp ngữ
- Kỹ thuật dịch ngược